# Steyrer Kripperl

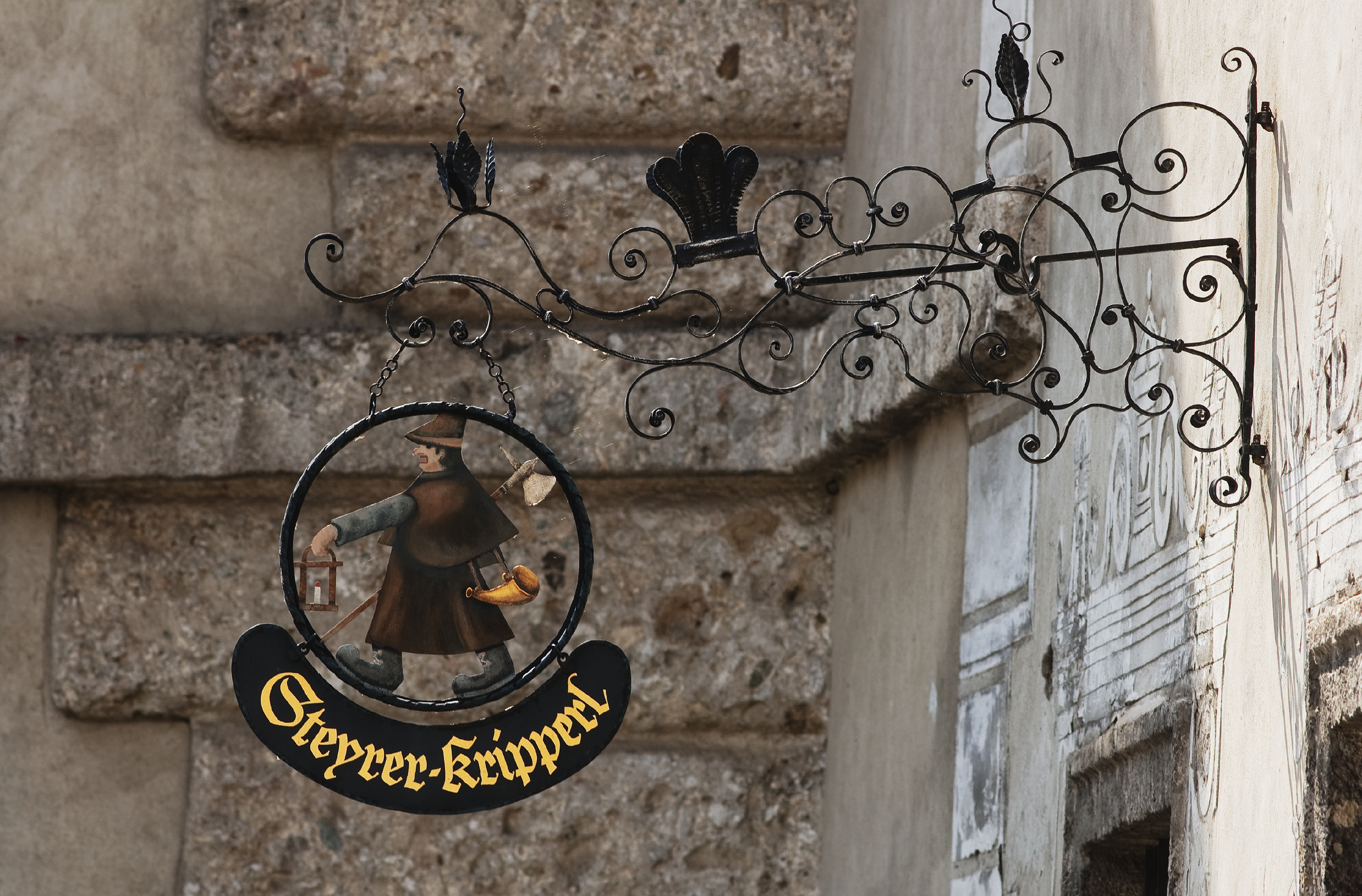
Das schmiedeeiserne Schild

Das Steyrer Kripperl ist ein traditionelles Stabpuppentheater im Innerberger Stadel, Steyr, Grünmarkt 26.

## Geschichte
Um die Mitte des 19. Jahrhunderts existierten im Steyrer Raum zwei Wanderkrippen, aus denen das heutige Steyrer Kripperl hervorgegangen sein dürfte. Teile davon befanden sich 1905 im Gasthaus zur Sense in der Sierningerstraße. Nachdem dieses Krippenspiel 1914 an den Verein Heimatschutz (später Verein Heimatpflege) übergegangen war, ließ es dieser restaurieren und um weitere Figuren ergänzen. Aufgestellt wurde es danach im Gasthaus Kinbacher. Nach etwa zweieinhalb Jahren wechselte es in das Geschäftshaus Peteler in der Johannesgasse und von dort 1923 in den Innerberger Stadel, wo es sich seitdem befindet. Die aufgeführten Stücke wurden zunächst rein mündlich überliefert. Eine Dokumentation des Repertoires erschien erstmals 1919 in der Wiener Zeitschrift für Volkskunde.
Es ist heute eines der letzten noch bespielten Stabpuppentheater im deutschsprachigen Raum.
Am 2. Oktober 2018 wurde es unter der Bezeichnung Kripperlspiel des „Steyrer Kripperl“ in die Liste des Immateriellen Kulturerbes in Österreich aufgenommen.

## Aufbau und Betrieb
Das Kripperl befindet sich im Erdgeschoß des Innerberger Stadel. Der Zuschauerraum bietet Sitzplätze für gut 110 Personen sowie einige Stehplätze. Die 5 m breite, 2 m hohe und ca. 3 m tiefe Bühne besteht aus 3 Teilen: Unterbühne, Hauptbühne und Hinterbühne. Die Unterbühne beinhaltet den Stollen, einen Brunnen und eine Hirtenszene, sowie die dahinterliegende, mittig platzierte Krippe mit der Geburt Christi. Rechts und links der Krippe sind in zwei Ebenen verschiedene Handwerke dargestellt. Es handelt sich dabei um mechanisch bewegte Gerätschaften und Figuren. Diese unterscheiden sich damit von den unbewegten religiösen Krippenfiguren und den händisch geführten Stabpuppen auf der oberen Ebene. Auf der Hauptbühne agieren diese Stabpuppen links und rechts vor Steyrer Altstadthäusern sowie auf einem Brückenbogen in der Mitte. Hinter diesem Bogen befindet sich ein auswechselbares Kulissengemälde, die sogenannte Hinterbühne. Es wird mit rund 450 Originalfiguren gespielt, von denen die Ältesten mehr als 200 Jahre alt sind. Von Anfang Advent bis nach Dreikönig finden jedes Wochenende und an den Feiertagen Aufführungen mit 23 verschiedenen weihnachtlichen und lokalhistorischen Szenen statt. Die größtenteils nur mündlich überlieferten Texte und Lieder werden dabei von den Spielern live gesprochen und gesungen und die Figuren dazu von Hand bewegt. Spielleiter war bis 2020 mehrere Jahrzehnte lang Gerhard Nezbeda. Seit der Modernisierung und Renovierung im Zuge der OÖ Landesausstellung 2021 leitet eine kleine Gruppe von aktiven Spielern den Spielbetrieb. Zusätzlich zum Spielbetrieb, werden um Weihnachten Sondervorstellungen für größere Gruppen und Schulklassen angeboten.

### Galerie

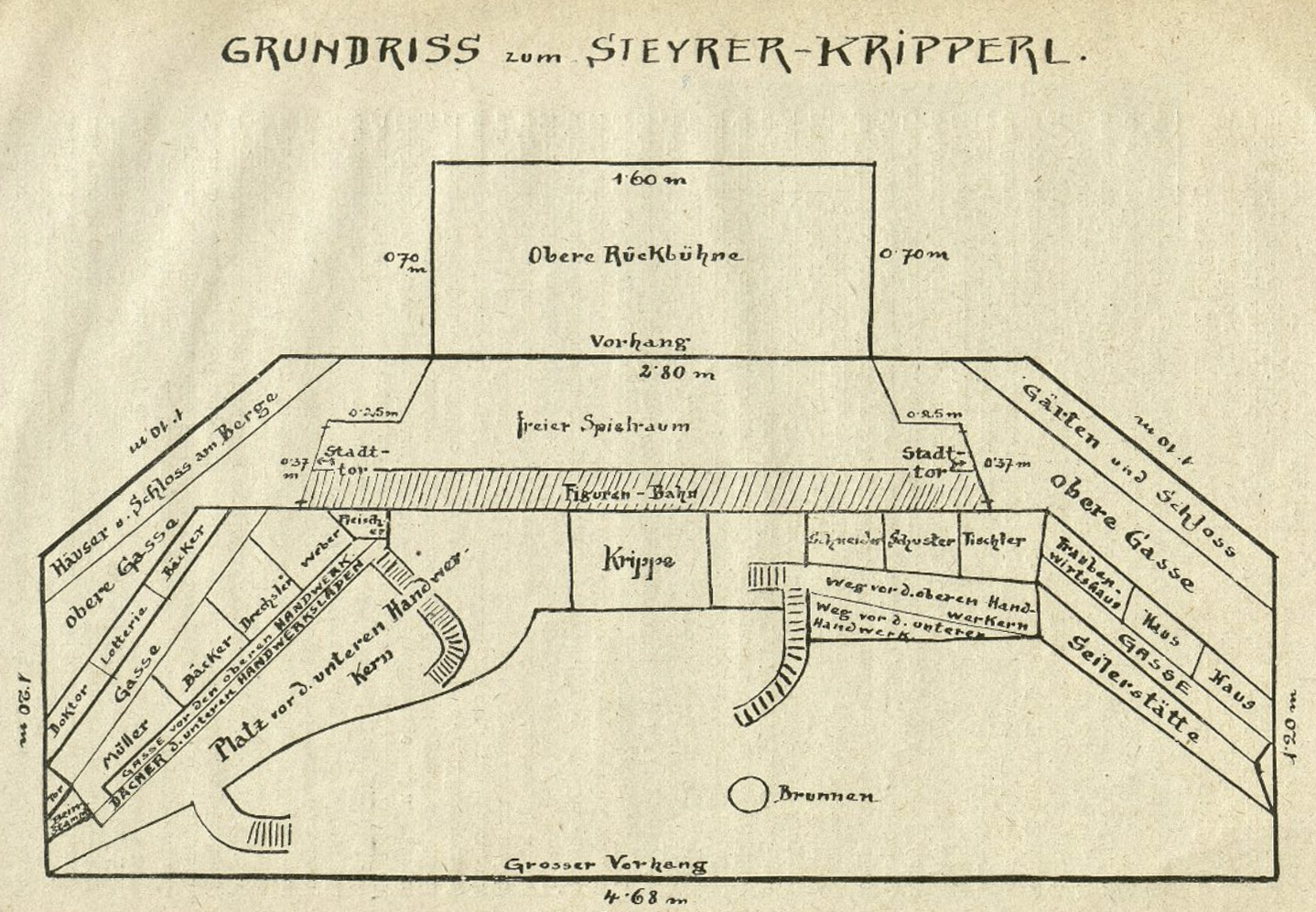
Grundriss (1919)
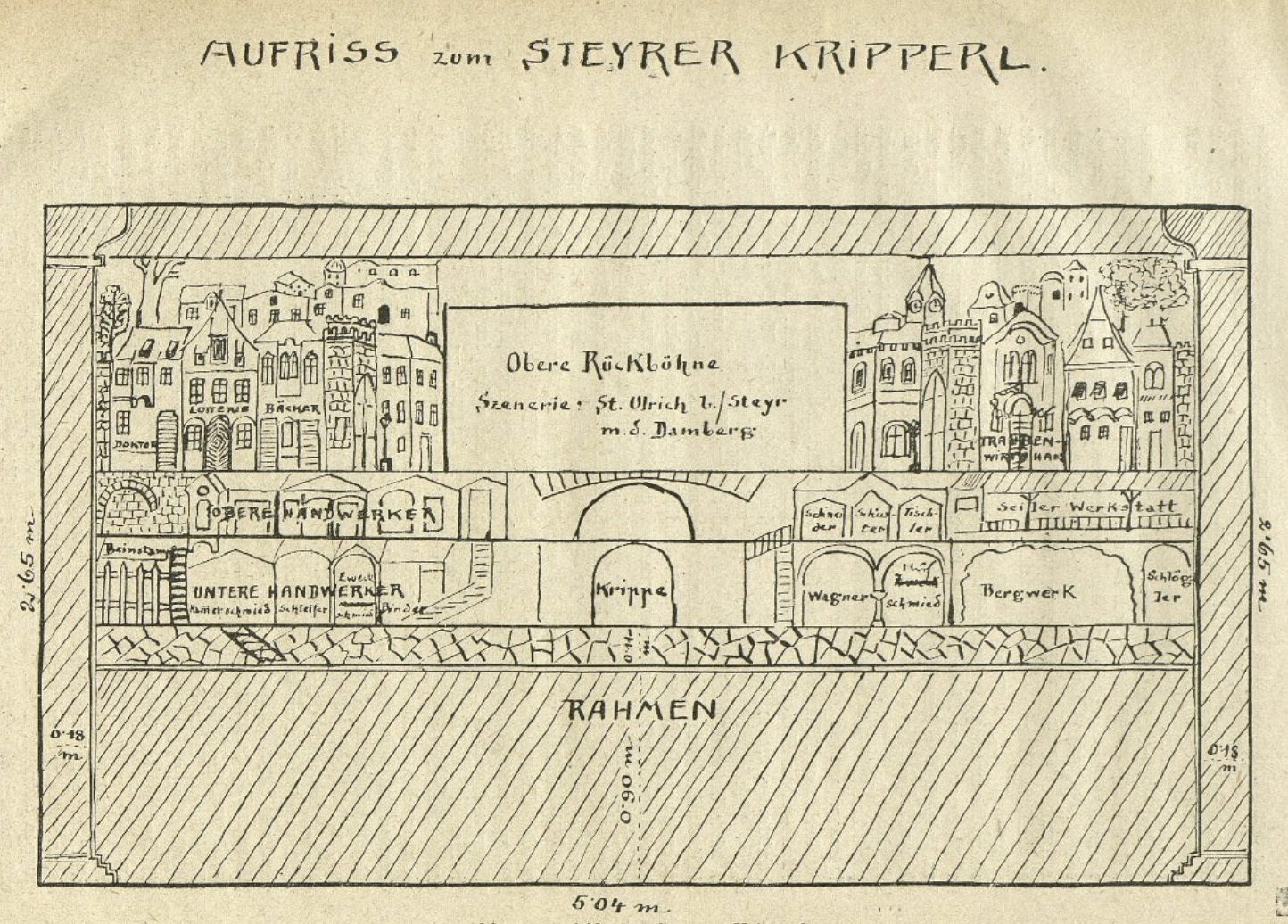
Aufriss (1919)